# Olof
Olof ist ein schwedischer männlicher Vorname. Darüber hinaus ist es eine sehr selten benutzte, ältere Schreibweise für Sprache, Volksgruppe und Kultur der Wolof.

## Herkunft und Bedeutung
Olof ist eine Variante von Olaf.

## Namensträger

### Einzelname
- Heiliger Olof von Utrecht († ≈854), Benediktiner und Missionar in Friesland, „Apostel der Friesen“
- Olof II. Björnsson (≈885–975), König von Schweden
- Olof Skötkonung († ≈1022), erster christlicher König Schwedens

### Vorname
- Olof Åhlström (1756–1835), schwedischer Komponist
- Olof Becher (1932–2008), bürgerlicher Name des deutschen Zauberkünstlers Marvelli jr.
- Olof Celsius der Ältere (1670–1756), schwedischer Botaniker, Sprachforscher, Runenforscher und Priester
- Olof von Dalin (1708–1763), schwedischer Dichter, Schriftsteller, Satiriker und Historiker
- Olof Gigon (1912–1998), Schweizer Klassischer Philologe
- Olof Jägerskiöld (1906–1986), schwedischer Historiker
- Olof Jernberg (1855–1935), deutscher Landschafts- und Marinemaler der Düsseldorfer Malerschule
- Olof Kajbjer (* 1992), schwedischer E-Sportler
- Olof von Lindequist (1844–1903), preußischer Generalmajor
- Olof Mellberg (* 1977), schwedischer Fußballspieler und -trainer
- Olof Molander (1892–1966), schwedischer Schauspieler und Regisseur
- Olof Palme (1927–1986), schwedischer Ministerpräsident
- Olof Rudbeck der Ältere (1630–1702), schwedisches Universalgenie
- Olof Rudbeck der Jüngere (1660–1740), schwedischer Anatom
- Olof Strömsten (1909–1959), finnischer Fußball- und Bandyspieler
- Olof Tempelman (1745–1816), schwedischer Architekt
- Olof Thunberg (1925–2020), schwedischer Schauspieler, Synchronsprecher und Regisseur

### Zwischenname
- Per-Olof Arvidsson (1864–1947), schwedischer Sportschütze
- Sven Olof Asplund (1902–1984), schwedischer Bauingenieur
- Torbern Olof Bergman (1735–1784), schwedischer Chemiker und Mineraloge
- Heinz-Olof Brennscheidt (1934–2020), Unternehmer und Gründer einer gemeinnützigen Stiftung
- Carl Olof Cronstedt (1756–1820), finnlandschwedischer Marineoffizier
- Matthias Olof Eich (* 1975), deutscher Regisseur und Drehbuchautor
- Per Olof Ekström (1926–1981), schwedischer Schriftsteller und Journalist
- Nils Olof Holst (1846–1918), schwedischer Geologe, Doktor der Philosophie und der Mineralogie
- Lars Olof Larsson (* 1938), schwedisch-deutscher Kunsthistoriker
- Carl-Olof Nylén (1892–1978), schwedischer HNO-Arzt und Tennisspieler
- Sven-Olof Olson (1926–2021), schwedischer Generalleutnant
- Carl Olof Petersen (1881–1939), schwedischer Künstler, Illustrator und Grafiker
- Carl Olof Rosenius (1816–1868), schwedischer Laienprediger und Initiator einer Erweckungsbewegung
- Per Olof Sundman (1922–1992), schwedischer Schriftsteller und Politiker
- Carl Olof Thulin (1871–1921), schwedischer Klassischer Philologe und Religionswissenschaftler
- Per Olof Ultvedt (1927–2006), finnischer Maler, Grafiker, Bühnenbildner und Bildhauer
- Johan Olof Wallin (1779–1839), schwedischer Dichter und lutherischer Geistlicher
- Anders Olof Wendin (* 1975), schwedischer Musiker, siehe Moneybrother

### Familienname
- Klaus Detlef Olof (* 1939), deutscher Übersetzer
- Theo Olof (1924–2012), niederländischer Violinist

Siehe auch: Oloff
- Ephraim Oloff (1685–1735), deutscher lutherischer Pfarrer im polnisch-preußischen Elbing und Thorn, Verfasser einer Sammlung polnischer Kirchenlieder und einer polnischen Liedergeschichte
- Friedrich Christian Oloff (1860–1939), deutscher Afrikakaufmann
- Martin Oloff (1652–1715), deutscher lutherischer Pfarrer im Königreich Polen